# 2181 Фоґелін
2181 Фоґелін (2181 Fogelin) — астероїд головного поясу, відкритий 28 грудня 1942 року.
Тіссеранів параметр щодо Юпітера — 3,374.